# Arcticoidea
Super-famille
Les Arcticoidea sont une super-famille de mollusques bivalves.

## Liste des familles
Selon ITIS (25 avr. 2010) et NCBI (25 avr. 2010) :
- famille Arcticidae
  - genre Arctica
- famille Trapezidae
  - genre Trapezium